# Def Jam Recordings
Def Jam Recordings este o casă de discuri americană, deținută de Universal Music Group și operează ca o parte a The Island Def Jam Music Group. În Marea Britanie, ea se numește Def Jam UK și este operată prin Mercury Music Group, în timp ce în Japonia, se numește Def Jam Japan și este operată prin Universal Sigma Music.